# Do It, Fluid
«Do It, Fluid» es una canción interpretada por el grupo musical estadounidense The Blackbyrds. Fue publicada en julio de 1974 como el sencillo principal de su álbum debut homónimo.

## Recepción de la crítica
Un escritor no especificado de Record World declaró: “El corte permite a los músicos en gran parte responsables del crossover de Donald Byrd fluir con el suyo propio”.

## Lista de canciones
7-inch single – Fantasy F-729
1. «Do It, Fluid» (Donald Byrd) – 3:28
2. «Summer Love» (Allan Barnes) – 2:59

## Posicionamiento
| Gráfica (1974)                              | Pico de posición |
| ------------------------------------------- | ---------------- |
| Estados Unidos (Billboard Hot 100)          | 69               |
| Estados Unidos (Billboard Hot Soul Singles) | 23               |